# Sjøvegan
Sjøvegan ist eine Ortschaft in der norwegischen Kommune Salangen, gelegen in der Provinz (Fylke) Troms. Der Ort stellt das Verwaltungszentrum von Salangen dar und hat 794 Einwohner (Stand: 1. Januar 2024).

## Geografie
Sjøvegan ist ein sogenannter Tettsted, also eine Ansiedlung, die für statistische Zwecke als ein Gebiet gezählt wird. Der Ort liegt an der Spitze des Fjords Salangen. Der Fylkesvei 851 stellt die Verbindung zur Europastraße 6 (E6) her. In der Ortschaft befindet sich die Sjøvegan videregående skole, eine weiterführende Schule.

## Name
Der Name stellt den Plural des Begriffs sjøveg aus der Sprachform Nynorsk dar. Dieser bedeutet „Weg runter zum Meer“.